# قائمة شخصيات عالم بطوط
ترتكز قائمة شخصيات عالم بطوط على شخصيات ديزني الكرتونية التي تظهر عادةً مع بطوط وعم دهب أو عائلة البط بشكل عام، أي أنها تتضمن شخصيات من خارج العائلة أيضاً، سواء بمدينة البط أو خارجها.

## الشخصيات الرئيسية
| بطوط                  | عم دهب                | لولو وتوتو وسوسو | [[ملف:\|100px]] زيزي | [[ملف:\|100px]] الجدة بطة |
| [[ملف:\|100px]] محظوظ | [[ملف:\|100px]] فرفور | عبقرينو          | فركوك                | [[ملف:\|100px]] لوز       |